# Bekdemir, Beyşehir
Bekdemir là một xã thuộc huyện Beyşehir, tỉnh Konya, Thổ Nhĩ Kỳ. Dân số thời điểm năm 2011 là 187 người.